# Rudolf Köberle

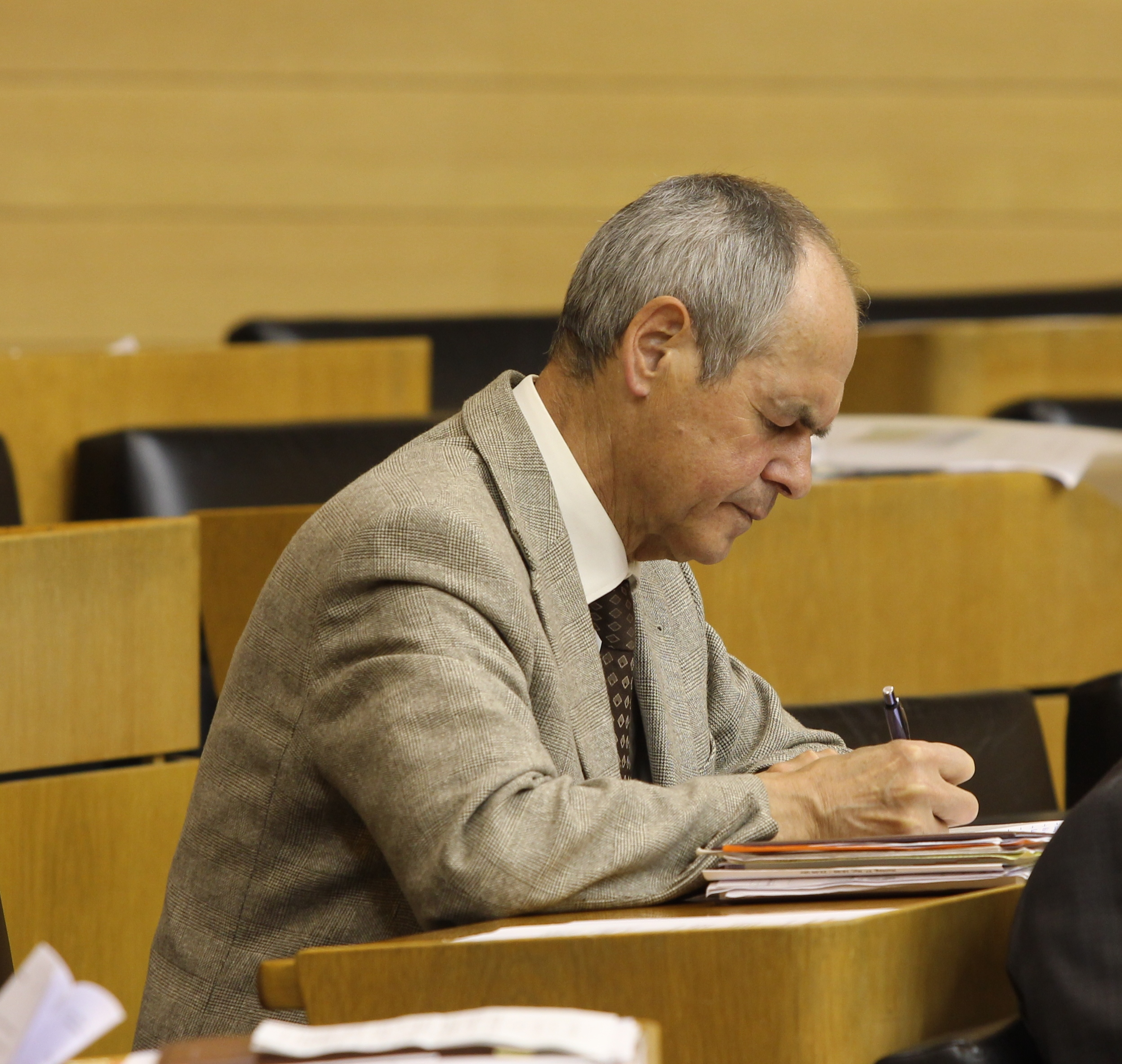
Rudolf Köberle im Landtag von Baden-Württemberg (2013)

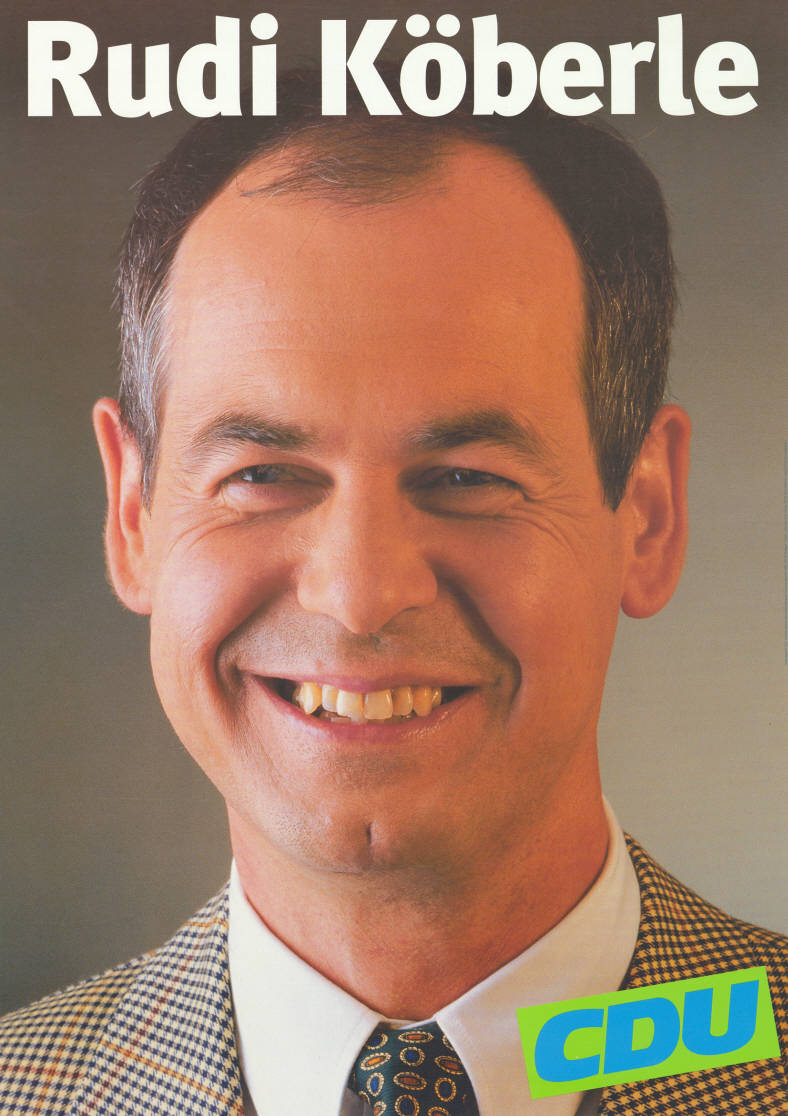
Kandidatenplakat zur Landtagswahl in Baden-Württemberg 1996

Rudolf „Rudi“ Köberle (* 29. November 1953 in Fronhofen) ist ein deutscher Politiker der CDU. Er war Mitglied des Landtags von Baden-Württemberg von 1990 bis 2016. Bis Mai 2011 war er in verschiedenen Funktionen Mitglied der Landesregierung von Baden-Württemberg, zuletzt als Minister für Ländlichen Raum, Ernährung und Verbraucherschutz.

## Leben und Beruf
Nach dem Abitur 1972 am Spohn-Gymnasium Ravensburg und dem Wehrdienst studierte Rudolf Köberle politische Wissenschaft, Geschichte und Deutsch in Konstanz. 1980 legte er seine Wissenschaftliche Prüfung und 1982 die Pädagogische Prüfung ab. Von 1982 bis 1992 war er im Schuldienst am Gymnasium Weingarten tätig. Rudolf Köberle ist ledig.

## Politik
Köberle ist seit 1969 Mitglied der CDU. Von 1979 bis 1985 war er Kreisvorsitzender der Jungen Union. 1989 bis 2018 war Köberle Kreisvorsitzender der CDU im Landkreis Ravensburg. Mitglied des Landtags von Baden-Württemberg war er vom 20. Februar 1990, als er für Alfons Maurer nachrückte, bis 2016. Er zog in den folgenden Wahlen stets über ein Direktmandat im Wahlkreis 69 (Ravensburg) in den Landtag ein.
Von 1992 bis 2001 war Köberle Politischer Staatssekretär im Ministerium für Kultus, Jugend und Sport und von Juni 2001 bis zur Kabinettsumbildung durch den neuen Ministerpräsidenten Günther Oettinger im April 2005 Minister und Bevollmächtigter des Landes Baden-Württemberg beim Bund. In der Presse wurde Köberles Abberufung aus Berlin häufig im Zusammenhang gesehen mit seinem Einsatz für die Oettinger-Konkurrentin Annette Schavan beim Kampf um die Nachfolge Erwin Teufels.
Von April 2005 bis Februar 2010 war Köberle Politischer Staatssekretär im Innenministerium des Landes Baden-Württemberg und hier für die Verkehrspolitik des Landes zuständig. Im Rahmen der Regierungsbildung unter Stefan Mappus wurde Köberle am 24. Februar 2010 Minister für Ländlichen Raum, Ernährung und Verbraucherschutz. Mit dem Antritt der Regierung Kretschmann am 12. Mai 2011 schied Köberle aus dem Amt.

## Mitgliedschaften
- Präsident des Blasmusikverbandes Baden-Württemberg e. V., 1998 bis 2021[2]
- Kuratorium Gesellschaft Oberschwaben für Geschichte und Kultur
- Mitglied des Stiftungsrates der Schulstiftung Studienkolleg St. Johann Blönried